# Kristian Ipsen
Kristian Ipsen (n. 20 octombrie 1992, Walnut Creek⁠(d), California, SUA) este un săritor în apă ce a reprezentat Statele Unite ale Americii, medaliat olimpic. A participat la 2 ediții ale Jocurilor Olimpice (2012, 2016) în care a câștigat o medalie de bronz.